# Geographische Rundschau
Geographische Rundschau – niemiecki miesięcznik poświęcony popularyzacji geografii, a zwłaszcza dokształcaniu nauczycieli tego przedmiotu. 
Wydawany od 1949 przez Georga Westermanna we Frankfurcie nad Menem. Zawiera materiały głównie z zakresu geografii regionalnej (zmiany ludnościowe, gospodarcze i polityczne świata oraz Niemiec). W miesięczniku prezentowane są przystępne charakterystyki procesów fizycznogeograficznych i geologicznych oraz liczne ryciny (zwłaszcza blokdiagramy) i tabele. „Geographische Rundschau” charakteryzuje się stosunkowo ubogim działem recenzji. Nakład czasopisma to 6500 egzemplarzy. Obecnym redaktorem naczelnym czasopisma jest Reiner Juengst.